# دس بيريس
دس بيريس (بالإنجليزية: Des Peres)‏ هي مدينة أمريكية تقع في ولاية ميزوري. تبلغ مساحة هذه المدينة 11.4 (كم²)،ويبلغ عدد سكانها 8373 نسمة حسب إحصاء سنة 2010 م 8373.تشير إحصاءات سنة 2000م بأن الكثافة السكانية في هذه المدينة تقدر بـ(auto) نسمة/كم2 

## التركيبة السكانية
قام مكتب تعداد الولايات المتحدة بتحديد بيانات التركيبة السكانية لدس بيريسفي تعداد الولايات المتحدة. في ما يلي، التركيبة السكانية حسب تعدادي 2000 و2010.

### تعداد عام 2000
بلغ عدد سكان دس بيريس 8,592 نسمة بحسب تعداد عام 2000، وبلغ عدد الأسر 3,004 أسرة وعدد العائلات 2,532 عائلة مقيمة في المدينة.
وتوزع التركيب العرقي للمدينة بنسبة 96.55% من البيض و 0.19% من الأمريكيين الأصليين و 1.83% من الأمريكيين ذوي الأصول الآسيوية و 0.03% من سكان جزر المحيط الهادئ و 0.79% من الأمريكيين الأفارقة و 0.45% من عرقين مختلطين أو أكثر.
بلغ عدد الأسر 3,004 أسرة كانت نسبة 39.2% منها لديها أطفال تحت سن الثامنة عشر تعيش معهم، وبلغت نسبة الأزواج القاطنين مع بعضهم البعض 76.2% من أصل المجموع الكلي للأسر، ونسبة 6.1% من الأسر كان لديها معيلات من الإناث دون وجود شريك، وكانت نسبة 15.7% من غير العائلات. تألفت نسبة 13.5% من أصل جميع الأسر من أفراد ونسبة 7.3% كانوا يعيش معهم شخص وحيد يبلغ من العمر 65 عاماً فما فوق. وبلغ متوسط حجم الأسرة المعيشية 3.12، أما متوسط حجم العائلات فبلغ 2.83.
بلغ العمر الوسطي للسكان 42 عاماً. وكانت نسبة 27.7% من القاطنين تحت سن الثامنة عشر، وكانت نسبة 5.3% بين الثامنة عشر والأربعة وعشرون عاماً، ونسبة 21.5% كانت واقعةً في الفئة العمرية ما بين الخامسة والعشرون حتى والأربعة وأربعون عاماً، ونسبة 30.1% كانت ما بين الخامسة والأربعون حتى الرابعة والستون، ونسبة 15.4% كانت ضمن فئة الخامسة والستون عاماً فما فوق. يوجد لكل 100 أنثى 94.1 ذكر، ويوجد لكل 100 أنثى في الثامنة عشر من عمرها فما فوق 91.6 ذكر.
بلغ متوسط دخل الأسرة في المدينة 96,433 دولار، أما متوسط دخل العائلة فبلغ 106,195 دولار. وكان متوسط دخل الذكور 79,465 دولار مقابل 40,563 دولار للإناث. وسجل دخل الفرد الخاص بالمدينة 40,916 دولار. وكانت نسبة 0.8% من العائلات ونسبة 1.5% من السكان تحت خط الفقر، وكان من هؤلاء نسبة 1.5% تحت سن الثامنة عشر ونسبة 0.4% في الخامسة والستين من العمر وما فوق.

### تعداد عام 2010
بلغ عدد سكان دس بيريس 8,373 نسمة بحسب تعداد عام 2010، وبلغ عدد الأسر 3,051 أسرة وعدد العائلات 2,474 عائلة مقيمة في المدينة. في حين سجلت الكثافة السكانية 1,938.2 نسمة لكل ميل مربع (748.3/كم2). وبلغ عدد الوحدات السكنية 3,155 وحدة بمتوسط كثافة قدره 730.3 لكل ميل مربع (282.0/كم2).
وتوزع التركيب العرقي للمدينة بنسبة 94.3% من البيض و 0.2% من الأمريكيين الأصليين و 3.1% من الأمريكيين ذوي الأصول الآسيوية و 0.9% من الأمريكيين الأفارقة و 1.2% من عرقين مختلطين أو أكثر.
بلغ عدد الأسر 3,051 أسرة كانت نسبة 35.3% منها لديها أطفال تحت سن الثامنة عشر تعيش معهم، وبلغت نسبة الأزواج القاطنين مع بعضهم البعض 72.6% من أصل المجموع الكلي للأسر، ونسبة 6.2% من الأسر كان لديها معيلات من الإناث دون وجود شريك، بينما كانت نسبة 2.3% من الأسر لديها معيلون من الذكور دون وجود شريكة وكانت نسبة 18.9% من غير العائلات. تألفت نسبة 16.4% من أصل جميع الأسر من أفراد ونسبة 7.8% كانوا يعيش معهم شخص وحيد يبلغ من العمر 65 عاماً فما فوق. وبلغ متوسط حجم الأسرة المعيشية 3.06، أما متوسط حجم العائلات فبلغ 2.72.
بلغ العمر الوسطي للسكان 45.9 عاماً. وكانت نسبة 26.2% من القاطنين تحت سن الثامنة عشر، وكانت نسبة 5% بين الثامنة عشر والأربعة وعشرون عاماً، ونسبة 17.7% كانت واقعةً في الفئة العمرية ما بين الخامسة والعشرون حتى والأربعة وأربعون عاماً، ونسبة 34% كانت ما بين الخامسة والأربعون حتى الرابعة والستون، ونسبة 17.2% كانت ضمن فئة الخامسة والستون عاماً فما فوق. وتوزع التركيب الجنسي للسكان بنسبة 48.5% ذكور و51.5% إناث.